# Бригс (лунный кратер)
Кратер Бригс (лат. Briggs) — ударный кратер находящийся в западной части Океана Бурь на видимой стороне Луны. Название присвоено в честь английского математика Генри Бригса (1561—1630) и утверждено Международным астрономическим союзом в 1935 г. Образование кратера относится к позднеимбрийской эпохе.

## Описание кратера

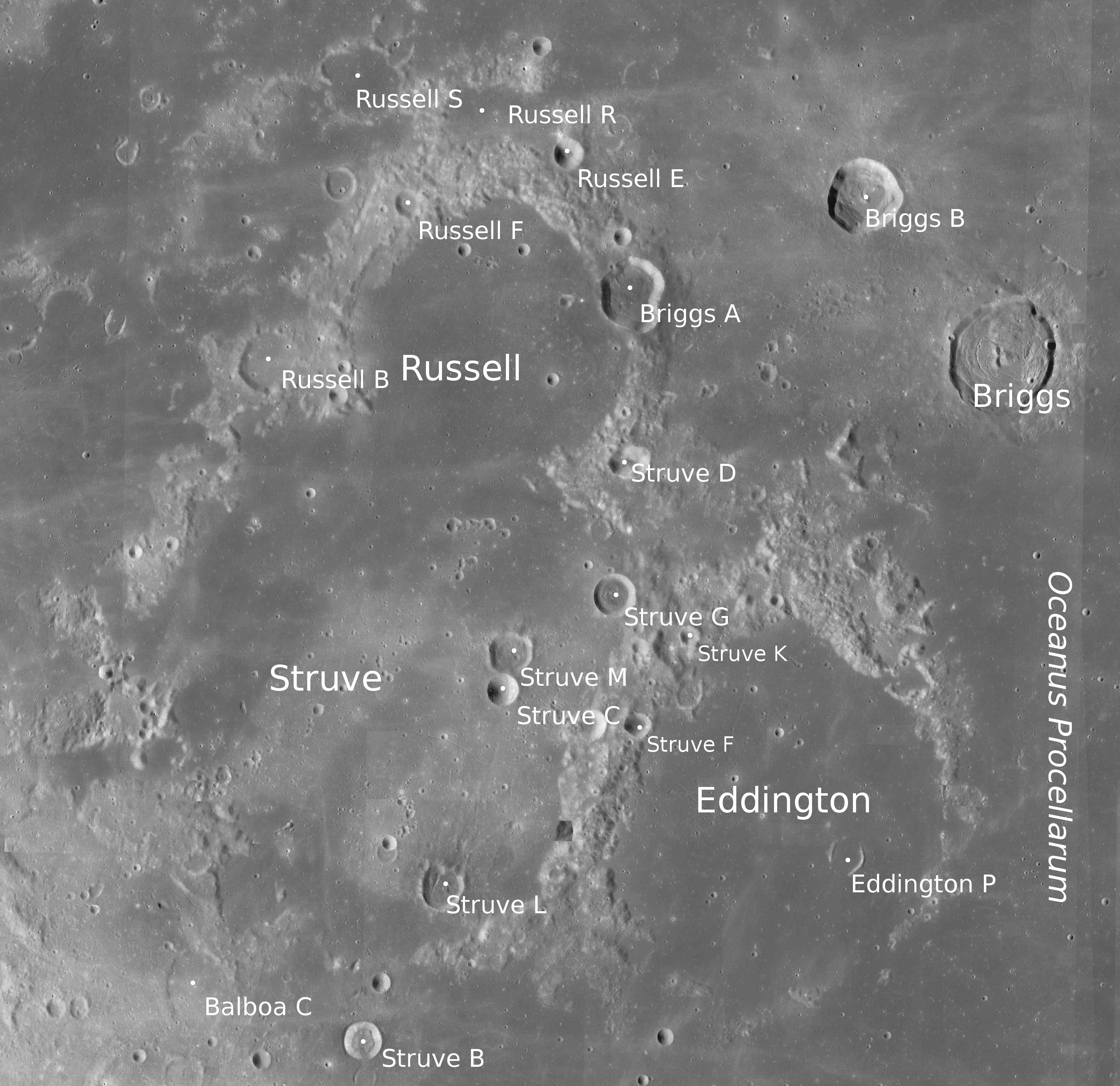
Окрестности кратера Бригс. Снимок зонда Lunar Reconnaissance Orbiter.

Ближайшими соседями кратера являются кратер Расселл на западе; кратер Лихтенберг на севере-северо-востоке; кратеры Гольджи и Циннер на востоке; кратер Селевк на юге-юго-востоке; кратеры Эддингтон и Струве на юге.

Селенографические координаты центра кратера 26°27′ с. ш. 69°11′ з. д. / 26,45° с. ш. 69,19° з. д., диаметр 36,8 км, глубина 1,2 км.

Кратер имеет неправильную форму с выступами в северной и южной частях. Высота вала над окружающей местностью 1000 м, объем кратера составляет приблизительно 1000 км³. Дно чаши кратера неровное, имеются концентрические борозды. В направлении север-юг в чаше располагается длинный хребет. Имеется центральный пик с возвышением 200 м.

## Сателлитные кратеры
| Бригс | Координаты                                            | Диаметр, км |
| ----- | ----------------------------------------------------- | ----------- |
| A     | 27°07′ с. ш. 73°47′ з. д. / 27,12° с. ш. 73,78° з. д. | 25,1        |
| B     | 28°09′ с. ш. 70°55′ з. д. / 28,15° с. ш. 70,91° з. д. | 25,0        |
| С     | 25°01′ с. ш. 66°57′ з. д. / 25,02° с. ш. 66,95° з. д. | 5,5         |

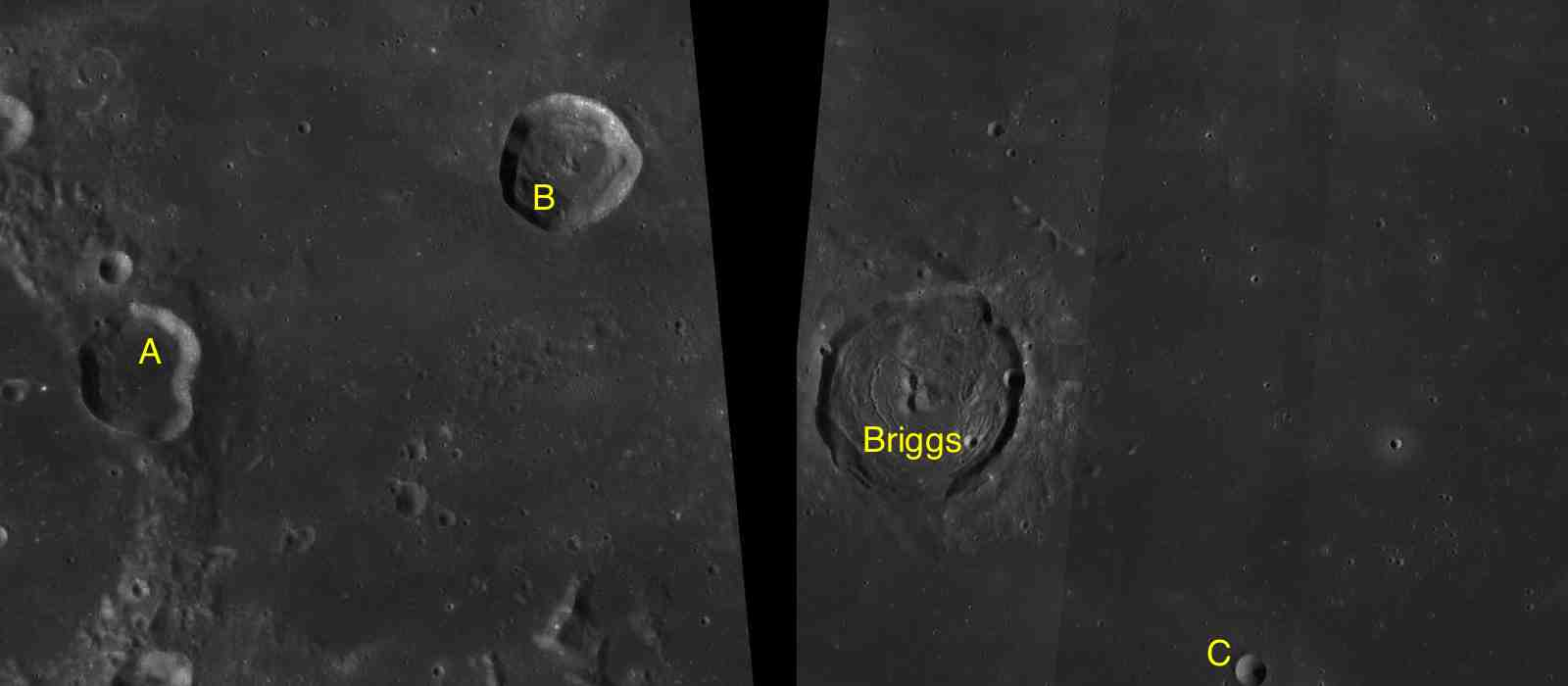
Фрагменты карт LAC-37, LAC-38.

- Сателлитный кратер Бригс B включен в список кратеров с яркой системой лучей Ассоциации лунной и планетарной астрономии (ALPO)[6].

- Высота центрального пика сателлитного кратера Бригс B составляет 300 м[5].